# Juge de l'application des peines
Ne doit pas être confondu avec Juge de l'exécution.
Pour les articles homonymes, voir JAP.
En France, le juge de l'application des peines (JAP) est un juge spécialisé du tribunal judiciaire chargé de suivre les condamnés à l'intérieur et à l'extérieur de la prison. Il a été créé en 1958 dans un souci d'individualisation de la peine.
Il correspond, avec le tribunal de l'application des peines, au premier degré des juridictions de l'application des peines (juge de l'application des peines, tribunal de l'application des peines, ce dernier étant compétent pour connaître des peines supérieures ou égales à dix ans et dont le reliquat est supérieur ou égal à 3 ans), la chambre de l'application des peines (CHAP) est l'organe de deuxième degré de juridiction mis en place par la loi no 2004-204 du 9 mars 2004 portant adaptation de la justice aux évolutions de la criminalité ou loi Perben II.
Les dispositions relatives aux juridictions de l'application des peines sont les articles 712-1 à 712-22 du Code de procédure pénale entrés en vigueur le 1er janvier 2005 :
- Articles 712-1 à 712-3 : Établissement et composition
- Articles 712-4 à 712-10 : Compétence et procédure devant les juridictions du premier degré
- Articles 712-11 à 712-15 : De la procédure en cas d'appel
- Articles 712-16 à 22 : Dispositions communes

En vertu de l'article 712-1 alinéa 1er du Code de procédure pénale, « Le juge de l'application des peines et le tribunal de l'application des peines constituent les juridictions de l'application des peines du premier degré qui sont chargées, dans les conditions prévues par la loi, de fixer les principales modalités de l'exécution des peines privatives de liberté ou de certaines peines restrictives de liberté, en orientant et en contrôlant les conditions de leur application. »
La France a été l’un des premiers pays à inventer le JAP. Depuis, cette institution a été mise en place et expérimentée dans de nombreux pays notamment en Belgique et en Angleterre.

## Pouvoirs généraux du juge de l'application des peines
Les juridictions de l'application des peines disposent de pouvoirs d’investigation très larges en matière d’application des peines leur permettant notamment de procéder « à tous examens, auditions, enquêtes, expertises, réquisitions, y compris celles prévues par l'article 132-22 du code pénal ou toute autre mesure, permettant de rendre une décision d'individualisation de la peine ou de s'assurer qu'un condamné respecte les obligations qui lui incombent à la suite d'une telle décision ».

## Pouvoirs du juge de l'application des peines à l'intérieur de la prison

### Les décisions relevant d'une commission d'application des peines
Le juge de l'application des peines, sauf urgence, après avis de la commission d'application des peines, peut accorder :
- des réductions supplémentaires de peine aux condamnés écroués avant le 1er janvier 2023 qui ont fait des efforts sérieux de réadaptation sociale ou des réductions de peine aux condamnés écroués après le 1er janvier 2023 ;
- une libération sous contrainte pour les condamnés ayant atteint les deux-tiers de leur peine ou une libération sous contrainte de plein droit pour les condamnés dont le reliquat de peine à exécuter est inférieure ou égale à 3 mois ;
- des permissions de sortir ;
- une autorisation de sortie sous escorte dans le cas de la survenance d'un événement familial important ou permettant au condamné d'accomplir des actes nécessitant sa présence.

### Les décisions relevant d'un débat contradictoire
Le juge, après débat contradictoire, peut également accorder, :
- une libération conditionnelle aux condamnés, récidiviste ou non[8], qui ont accompli la moitié de leur peine ;
- un placement à l'extérieur ;
- une semi-liberté ;
- une détention à domicile sous surveillance électronique ;
- des suspensions ou fractionnements de peine.

### Le recours contre les décisions du juge de l'application des peines
Les jugements ou ordonnances du juge de l'application des peines sont susceptibles de recours, à compter de leur notification,
- dans un délai de 24 h s’agissant des ordonnances,
- dans un délai de dix jours en ce qui concerne les jugements[9].

Les décisions du juge de l'application des peines sont exécutoires par provision, sauf appel suspensif du procureur de la République dans les 24 h.
L'appel des jugements du juge de l'application relève de la compétence de la chambre de l'application des peines de la cour d'appel, tandis que les appels des ordonnances relèvent de la compétence du président de cette même chambre.

## Pouvoirs du juge de l'application des peines à l'extérieur de la prison
Le juge de l'application des peines est chargé de suivre l'exécution des peines impliquant un suivi judiciaire en milieu libre (ajournement ou sursis probatoire, Travail d'intérêt général en France, sursis avec l’obligation d’effectuer un travail d’intérêt général, interdiction de séjour, suivi socio-judiciaire). 
Le juge est également chargé du suivi des condamnés admis au bénéfice de la libération conditionnelle. 
Il peut aussi aménager les peines d'emprisonnement ferme ne dépassant pas une année pour les condamnés libres sous forme de détention à domicile sous surveillance électronique, de semi-liberté, de placement à l'extérieur, suspension ou fractionnement de peine ou convertir toute peine n'excédant pas six mois en jours-amende.
Pour l'exercice de ses missions, le juge de l'application des peines est assisté d'un service spécifique: le Service pénitentiaire d'insertion et de probation (abrégé en SPIP). Ce service est aussi chargé de la réalisation d'enquêtes préalables à la condamnation et aide les condamnés à préparer leur dossier d’aménagement de peine qu’ils présentent au magistrat. Les Conseillers d’Insertion et de Probation soutiennent les condamnés dans leurs démarches d’insertion et veillent à ce qu’ils respectent leurs obligations.

## Relations entre le juge de l'application des peines et le service pénitentiaire d'insertion et de probation
Le service pénitentiaire d'insertion et de probation (SPIP) exerce ses missions sous mandat judiciaire. Il est saisi par le JAP ou le procureur de la République des mesures pénales à mettre en œuvre et à suivre au sein du service pénitentiaire d'insertion et de probation (SPIP), il est doté d'un certain nombre de missions prévues par le code de procédure pénale (CPP). Celui-ci, en son article D. 577, répartit les attributions dévolues au JAP et au CPIP ainsi :
« « Le juge de l’application des peines, le procureur de la République et les autres magistrats mandants communiquent, le cas échéant, pour chaque dossier, dont le service est saisi, des instructions particulières relatives à la finalité de la mesure et au contenu des obligations à respecter. Le service pénitentiaire d’insertion et de probation définit les modalités de la prise en charge des personnes placées sous main de justice et les met en œuvre, après en avoir avisé le magistrat mandant qui peut, le cas échéant, faire toutes observations utiles ».